# 8614 Svedhem
A 8614 Svedhem (ideiglenes jelöléssel (8614) 1978 VP11) a Naprendszer kisbolygóövében található aszteroida. Eleanor F. Helin és Schelte J. Bus fedezte fel 1978. november 7-én.